# Piliocolobus badius
El colobo rojo occidental (Piliocolobus badius) es una especie de mono del Viejo Mundo que habita los bosques de África Occidental, desde Senegal hasta Ghana. Todas las especies de colobos rojos fueron catalogadas anteriormente como subespecies de P. badius. Es cazado con frecuencia por los chimpancés. En 1994 estos colobos infectaron muchos chimpancés con ébola al ser cazados y devorados por estos.

## Subespecies
Se reconocen tres subespecies:
- Piliocolobus badius badius (Kerr, 1792)
- Piliocolobus badius temminckii (Kuhl, 1820)
- Piliocolobus badius waldronae (Hayman, 1936)

P. b. waldronae está críticamente amenazado, quizá extinto. Las otras dos subespecies se encuentran en peligro de extinción por la pérdida de su hábitat natural y por la caza.